# 할리드 스카
할리드 스카(아랍어: خالد سكاح)는 모로코의 장거리달리기 선수(1967년 1월 29일 ~ )로 1992년 바르셀로나 올림픽 10,000m 금메달리스트이다.
미델트에서 태어난 할리드 스카는 처음에 1990년과 1991년에 IAAF 세계 크로스컨트리 선수권 대회를 우승하면서 좋은 크로스컨트리 선수로서 자신을 설립하였다.
경주에서 그의 첫 주요 토너먼트는 자신이 10,000m에서 동메달을 따고 5000m에서 6위를 한 1991년 세계 육상 선수권 대회였다. 오슬로에서 10,000m 경주를 우승한 그에게는 시즌 초기에 실망적인 결과였으며, 도쿄에서 우승 후보들 중의 하나로 나타났다. 하지만, 10,000m 결승전에서 케냐의 리처드 첼리모와 최후의 세계 챔피언 모지스 타누이가 아주 공묘한 전술을 기용하여 팀으로서 활약하였다. 5000m 결승전으로 봐서 스카는 아마 피곤하였을 것이다. 그 종목을 우승한 요베스 온디에키가 스카를 자신의 주요 라이벌이기를 기대하였다.
바르셀로나 올림픽에서 스카는 10,000m에서 첼리모와 함께 장기적 결투를 가졌다. 그들이 다른 모로코의 선수 함무 부타예브를 한 바퀴 이상 앞설 때에 후반에서 스카가 첼리모의 1초 앞세 이기는 데 방해되었다. 경주가 끝난 후, 스카는 부타예브로부터 과도한 보조를 받아 비난을 당하면서 실격되었으나, 후에 전문적 성질에 원상태로 돌아왔다. 다음 날에 열린 메달 시상식에서 그는 메달을 받으면서 관중들에 의하여 야유되었고, 첼리모는 기립 박수를 받았다.
1993년 스카는 취리히에서 열린 유명한 대회에서 5000m 경주를 우승하였다. 하지만, 그해의 세계 육상 선수권 대회에서 5000m 5위를 하였다. 같은 시즌에 2 마일에서 단 하나의 자신의 세계 기록 8분 12.17초를 달렸다. 1994년 월드 세미 마라톤 선수권을 우승하고, 1995년 예테보리에서 열린 세계 육상 선수권 대회에서 10,000m 2위를 하였다.
스카의 마지막 주요 국제 토너먼트는 자신이 10,000m 7위를 한 1996년 애틀랜타 올림픽이었다. 1995년 노르웨이 시민권이 그에게 주어져, 거기에 살면서 육상 클럽 B.U.L.과 훈련하였다. 그 후에 모로코 육상 협회는 그를 국제 경연들로부터 금지시켰다. 2011년 스카는 세계 하프 마라톤 대회에서 10위를 하여, 자신을 세계 최고의 장거리달리기 선수들 중의 하나로 재설립하는 데 돌아오는 시도한 복귀를 하였다.